# Julien Cuny
Pour les articles homonymes, voir Cuny.
Julien Cuny, de nationalité française, est un ancien producteur, directeur du développement transmédia (comics, court-métrage, jeux vidéo) et directeur de contenu/Head of Content des sociétés Ubisoft Montréal/Ubisoft Toronto, notamment sur la marque Assassin's Creed.
Il a fait l'objet de plusieurs articles et interviews aussi bien dans des magazines francophones qu'anglophones. En 1999, le magazine Le Figaro faisait une page sur lui dans un dossier spécial : Les hommes qui feront l'an 2000 .
En 2018 il devient le directeur de création/Creative Director au siège social de Google en Californie, pour la plateforme de jeux vidéo Stadia ,,,, puis en 2020 en devient le directeur de portfolio/Portfolio Director .
En 2021 il est nommé au développement stratégique des affaires du groupe chinois Tencent pour la création et le développement de nouveaux studios de jeux vidéo au Canada.

## Famille
Il est le fils du réalisateur Jean-Pierre Cuny , et le neveu de l’écrivaine Marie-Thérèse Cuny . Par sa mère il est le petit-fils de Jean Bourgoin (militaire et ingénieur), ancien commissaire fédéral de Saigon, et le petit-neveu par alliance d’André Diethelm (marié à sa deuxième épouse Jacqueline Bourgoin), ancien ministre de la guerre pendant la seconde guerre mondiale et bras droit de Charles de Gaulle.
Il est l'époux, depuis une vingtaine d’années, de Victoria Kayser.

## Débuts
Il a fait ses débuts en tant que DJ à Nice, puis a été, dans les années 2000, cofondateur de la société Dream-up spécialisée en habillage audiovisuel en 3D (émissions pour Arte, France 3, Festival de Cannes, Alcatel Space, etc.) et pionnière des webtv ,,.
Il a été coorganisateur de la 21e Convention nationale française de science-fiction.

## PIXYUL
En novembre 2013, Julien Cuny co-fonde avec Louis-Pierre Pharand le studio PIXYUL , dont le premier projet, ReROLL, annoncé en février 2014, est un jeu de rôle, d'action et de survie, dont l'une des principales particularités est qu'il se situe dans le monde réel, retranscrit entièrement et fidèlement notamment grâce à des captures aériennes effectuées par des drones.
En juin 2016, le site et le forum dédiés à ReROLL sont fermés. Quelques jours plus tard, le studio annonce que, n'ayant pu trouver de financement suffisant, le projet ReROLL est abandonné .

## Jeux crédités[16]et ludographie
- Far Cry 2 (2008), Ubisoft
- Lost: Via Domus (2008), Ubisoft
- Far Cry: Instincts - Evolution (2006), Ubisoft
- Far Cry: Instincts - Predator (2006), Ubisoft

## Publications en tant que producteur
- Assassin's Creed encyclopedia (2011), Ubisoft
- Assassin's Creed The fall (2011), Ubisoft
- Assassin's Creed The fall, Deluxe edition (2011), Ubisoft

## Jeux vidéo et bénévolat
En 2004, il était chef de projet du mods Incorporated, basé sur le SDK du jeu Half-life-2 .
Il a également été modérateur de Gamekult.fr, un des sites de référence en matière de jeux vidéo.